# 富士松魯中
富士松 魯中（ふじまつ ろちゅう）は、新内節（ただし初代が活躍した当時は富士松派は鶴賀新内の鶴賀派と疎遠状態だった為に新内節とは言わず富士松節と称した）の太夫の名跡。
- 初代富士松魯中 - 本項にて記述
- 二代目富士松魯中 - 後∶六代目富士松加賀太夫

初代 富士松 魯中（1797年 - 1861年7月27日）、本名∶野中 彦兵衛。俳名は魯中。新内節中興の祖と称される新作浄瑠璃の作品を多く残した名人。
二代目鶴賀鶴吉の門弟で鶴賀加賀八太夫。二代目鶴吉の娘ひでとの浮気問題で鶴賀派と破門になり疎遠となる。長らく途絶えていた富士松派を再興し初代富士松加賀太夫と名乗る。後に俳名を用いて富士松加賀太夫魯中さらに富士松魯中と名乗り3代目富士松派家元となった。
新内派から疎遠だったために従来の新内を語る事が出来ず、新作の発表に専念。主な作品に「真夢」「弥次喜多」等がある。
長男は二代目魯中。